# Stijena (Czarnogóra)
Stijena (cyr. Стијена) – wieś w Czarnogórze, w gminie Podgorica. W 2011 roku liczyła 460 mieszkańców.